# BEATA
『BEATA』（ビータ）は、1995年9月1日にファンハウスから発売された川村かおりの6枚目のスタジオ・アルバム。

## 内容
- 約3年7ヶ月ぶりにリリースしたファンハウス移籍第1弾アルバム。
- それまでのアルバムと異なり、明るみがあるロックを中心に収録。

## 収録曲
（特記以外）編曲：白井良明・作詞：川村かおり
1. HEY HEY
作曲：NOBODY
2. Big Beat
作曲：松田良
3. GENERATION 'Y' 
作曲：NOBODY
4. Telly Box
作曲：NOBODY
5. Insomnia
作詞：川村かおり・さいとうみわこ　作曲：高橋竜
6. PLASTIC
作曲：川村かおり・白井良明
7. Do It
作詞：川村かおり・NOBODY　作曲：NOBODY
8. 1・2・3・4
作曲：高橋竜
9. SILVER MOON
作曲：高橋竜
10. MONSTER
作曲：川村かおり・白井良明
11. Forture Song
作詞：川村かおり・只野菜摘　作曲：高橋竜
12. Big Beat #2
作曲：松田良